# Daniel Schweitz
Daniel Schweitz, né le 23 octobre 1950 à Bois-Colombes (Hauts-de-Seine), est un ethnohistorien français.
Ses travaux portent notamment sur l’invention des identités et des perceptions traditionnelles de la Touraine, du Vendômois et du Val de Loire subactuels, comme sur les sociétés savantes, les figures et les travaux de l’érudition autochtone de ces mêmes régions (fin XVIIIe – XXIe siècle).

## Biographie
Après une formation technique  d'imprimeur-typographe  (1964-1968), et un grave accident de la route (1969), il décide de se réorienter vers l'archéologie.
À partir de 1968, il reçoit une formation pratique sur plusieurs chantiers de déblaiements et de fouilles de châteaux médiévaux, principalement ceux de  Lavardin (1968-1972) et de Fréteval (1974, 1976-1978, 1981), puis sur les chantiers de fouilles du Laboratoire d’archéologie urbaine de Tours (1973-1981). Il assure la direction de fouilles de sauvetage, sur les sites des châteaux de Lavardin (1975), La Fontenelle à Viévy-le-Rayé (1976) et  Issoudun (1981-1982). Il entreprend également des enquêtes ethnographiques en Touraine (1975-1977, 1980-1982), et participe aux activités d’inventaire des collections archéologiques de plusieurs musées, dont celui de l’hôtel Goüin à Tours (1973-1981).
En 1976, après être entré dans les services administratifs de la SNCF, il peut reprendre des études à l'EHESS. De 1976 à  2019, il va poursuivre sa formation au sein de plusieurs séminaires d’archéologie médiévale, d’anthropologie historique et de géographie historique de l’EHESS, ceux de Jean-Marie Pesez et Françoise Piponnier ; Joseph Goy ; Daniel Nordman, Marie-Vic Ozouf-Marignier et Nicolas Verdier.
Il obtient le diplôme de l’École en 1979 (archéologie médiévale), puis un DEA d'anthropologie historique en 1981. En 1982, après un stage de formation pratique au château-musée de Blois, il est inscrit sur la liste d'aptitude des conservateurs de musées contrôlés. En 1983, il devient docteur de troisième cycle en anthropologie sociale et historique sous la direction de Jean-Marie Pesez.
Après avoir entrepris des études d'ethnoarchéologie portant sur l’équipement domestique en céramique dans les provinces de la région Centre-Val de Loire (XIVe -début XXe siècle), ses recherches se réorientent vers le champ de l'ethnohistoire. Depuis les années 1990, sous l’influence du séminaire « Construction et représentations de l’espace français, XVIe – XXe siècle » (Nordman, Ozouf-Marignier, Verdier), ses travaux se sont portés sur l'étude de l’invention des identités traditionnelles en région Centre Val-de-Loire, notamment celles des « petits pays », avant de s’orienter vers une histoire sociale des sociétés savantes, des pratiques et des travaux de l’érudition autochtone de cette même région (XIXe – XXIe siècle).
Il s'est depuis longtemps investi dans l'activité de plusieurs sociétés savantes. Outre une inscription à la Société archéologique du Vendômois (1969), puis à la  Société archéologique de Touraine (1973), il est membre de l'Académie des sciences, arts et belles-lettres de Touraine (2010) et de la Société d'ethnologie française (2018). En 2005, lorsqu'il cesse son activité professionnelle, il devient bibliothécaire de la Société archéologique de Touraine, fonction qu'il exerce jusqu'en 2018, avant de devenir archiviste-bibliothécaire- de l'Académie de Touraine (2019).

## Publications
Daniel Schweitz a publié plus de 270 titres, livres, ouvrages collectifs et articles, notamment :  
- Avec Jean-Jacques Loisel, Ça m'a été dit au lavouèr… Glossaire du parler traditionnel : Gâtine tourangelle et pays de Ronsard, Vendôme, Éditions Cherche-Lune, 2025, 205 p.
- Raphaël Blanchard (1857-1919) : folkloriste de la Touraine et du Briançonnais, Paris, Éd. L’Harmattan, coll. Historiques, 2024, 98 p.
- Regards sur les antiquités en Touraine - Val de Loire (XVIe – XVIIIe siècle), (préface d’Alain Schnapp),  Paris, Éd. L’Harmattan, coll. Travaux historiques, 2023, 212 p.
- Histoire et Patrimoine de la Touraine. Bibliographie élémentaire pour le chercheur et le curieux, Tours, Académie des sciences, arts et belles lettres de Touraine, 2021, 45 p. [http://academie-de-touraine.com ouvrages numériques].
- « Histoire et patrimoine de la Touraine. Éléments de bibliographie pour le chercheur et le curieux (2009-2020) », Bulletin de la Société archéologique de Touraine, LXVI, 2020, 309-379.
- Historiens, antiquaires et archéologues de la Société archéologique de Touraine. Répertoire biographique et bibliographique (1840-2019), (préf. de Jean-Pierre Chaline), Mémoire de la Société archéologique de Touraine, LXXVII, 2020, 291 p.
- Une Vieille France : la Touraine. Territoire, histoire, patrimoine, identités (XIXe – XXe siècles), Tours, CLD, 2012, 194 p. (ISBN 978-2-85443-544-3 et 2-85443-544-3)
- Histoire et patrimoine de la Touraine. Introduction aux études locales. Guide du lecteur et du chercheur en bibliothèque : Mémoire de la Société archéologique de Touraine (préf. Jean-Pierre Chaline), t. LXVIII, Société archéologique de Touraine, 2011, 192 p.
- L'identité traditionnelle du Vendômois. Des travaux d'érudition locale à la reconnaissance d'un pays de la Vieille France (fin XVIIIe–XXe siècle) (préf. Daniel Roche), Vendôme, éditions du Cherche-Lune, 2008, 264 p. (ISBN 978-2-904736-56-8)
- Châteaux et forteresses du Moyen Âge en Val de Loire : Touraine, Anjou, Berry, Orléanais, Vendômois, marche bretonne, Tours, CLD, 2006, 192 p. (ISBN 978-2-85443-490-3)
- Cuisiner et vivre autour de l'âtre en Val de Loire (XIXe -début XXe siècle), Saint-Cyr-sur-Loire, Alan Sutton, 2003, 128 p. (ISBN 2-84253-913-3)
- La coiffe et son imaginaire dans le folklore de la Touraine, Saint-Cyr-sur-Loire, Alan Sutton, 2002, 96 p. (ISBN 978-2-84253-821-7)
- Aux origines de la France des pays : Histoire des identités de pays en Touraine (XVIe – XXe siècle) (préf. Daniel Nordman), Paris, L'Harmattan, 2001, 463 et XXVII p. (ISBN 978-2-7475-1250-3)
- En collaboration et conseil scientifique de la réédition, Guides Bleus : Centre-Val de Loire, Paris, Hachette, 1996, 764 p. (épuisé). Chapitre : « Image du Centre-Val de Loire », p. 56-71 [réécriture des circuits, textes d’introduction, notices].
- En collaboration, Tours. Cadre naturel, Histoire, Art, Littérature, Traditions populaires, Économie et société, Paris, Christine Bonneton, 1992, 317 p. Chapitre : « vivre à Tours naguère », p. 153-237.
- En collaboration, Touraine. Cadre naturel, histoire, art, littérature, langue, économie, traditions populaires, Paris, Christine Bonneton, 1989, 431 p. Avec TOULIER (Bernard), chapitre : « Ethnographie », p. 75-207.